# Kinesiskt domino

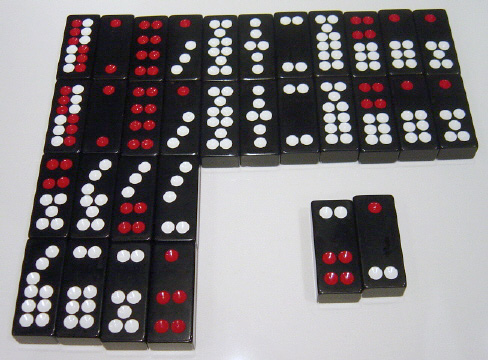
En uppsättning kinesiska dominobrickor. De två översta raderna visar de elva paren i den civila serien, ordnade från vänster till höger efter högsta värde till lägsta. De två undre raderna visar hur de militära brickorna hör ihop parvis, också i värdeordning. De båda brickorna vid sidan om utgör det högsta paret i militärsviten.

Kinesiskt domino är dels benämningen på en speciell typ av dominobrickor, dels en sammanfattande benämning på de sällskapsspel och hasardspel som spelas med dessa brickor. Domino var känt i Kina redan på 1100-talet (i Europa först på 1500-talet), och har sitt ursprung i idén att låta speciella brickor få representera resultatet av ett kast med två tärningar.

## Brickorna
Kinesiska dominobrickor, som oftast är större och mer avlånga än västerländska dominobrickor, används i Kina och Korea samt av kineser i utlandet. Till skillnad mot de västerländska uppsättningarna saknar de kinesiska brickorna blanka fält. De är indelade i två serier: en civil och en militär. Till den civila serien hör bland annat alla dubbelbrickor (brickor med samma antal ögon på båda halvorna), men i övrigt kan det vara svårt att urskilja något system i indelningen. I en kinesisk dominouppsättning finns två exemplar av varje civil bricka, och det totala antalet brickor är 32 (2 x 11 civila samt 10 militära). 
I många spel ska brickorna bilda par, och det är då naturligt att lika brickor i den civila serien hör ihop, medan de militära brickorna paras ihop på andra sätt (se bilden). Det är vanligt vid kinesiska dominospel att brickorna vid spelets början läggs upp med baksidan uppåt i en "vedstapel", som är åtta brickor lång och fyra brickor hög.

## Ett urval spel

### Tsung shap
Tsung shap (”tvist om tior”) är ett spel för två deltagare, som till att börja med tar varsin halva av den sedvanliga stapeln med brickor. Den spelare som inleder spelet vänder upp den översta brickan till höger i sin stapel och lägger på bordet. Motspelaren drar sedan en bricka från sin stapel och lägger den intill den första brickan, med långsidorna mot varandra.
Spelet fortsätter på detta sätt, och varje gång det inträffar att en spelare plockar upp en bricka som kan bilda ett par med en bricka i den ena eller andra änden av raden med utlagda brickor, vinner spelaren båda brickorna och får tillgodoräkna sig tio poäng för varje öga på brickorna. Om ögonsumman på den upplockade brickan bildar talet 10, eller en multipel härav, tillsammans endera med de båda brickorna i radens ändar eller med de två yttersta brickorna i någon ände, vinner spelaren alla tre brickorna.

### K'ap t'ai shap
K’ap t’ai shap ("samla tior") spelas traditionellt med höga insatser. Ett stort antal spelare kan delta, och därför krävs flera uppsättningar med brickor. Dessa läggs upp i en lång stapel, fem brickor hög. Från denna tar förhand tio brickor och de övriga spelarna nio var.
Förhand inleder spelet genom att kasta en av sina brickor på bordet, med framsidan uppåt. Sedan turas deltagarna om med att först, om man så önskar, ta upp en av de kastade brickorna och byta den mot någon av sina egna brickor, och därefter också dra en bricka från stapeln. Denna bricka kan bytas mot en av de egna brickorna eller kastas direkt.
Spelet går ut på att bilda en komplett hand, vilken ska bestå av fyra brickpar, vart och ett med det sammanlagda ögontalet 10 eller 20, samt ett par bestående av två matchande brickor. K’ap t’ai shap har flera beröringspunkter med mahjong och räknas som en föregångare till detta spel.

### Tjak-ma-tcho-ki
Tjak-ma-tcho-ki ("bilda par") är ett koreanskt spel för 2–4 deltagare och spelas med insatser. Förhand tar sex brickor, övriga spelare fem var. Spelet går ut på att samla brickor som tillsammans bildar par.
Förhand inleder spelet med att lägga ut en av sina brickor på bordet. Nästa spelare har rätt att ta upp den utlagda brickan om den passar ihop med någon av de egna brickorna, och därefter själv lägga en bricka på bordet. Om det inte går att bilda ett par drar spelaren i stället en bricka ur högen med överblivna brickor och lägger därefter ut en av sina brickor.
Spelet fortgår på detta sätt tills någon av spelarna lyckats få ihop tre par. Om det tredje paret bildats med en bricka som dragits från högen, betalar alla de andra spelarna sina insatser till vinnaren, men om paret blivit komplett genom en utlagd bricka, betalar endast den spelare som lagt ut denna bricka.